# Dubravci (Netretić)
Dubravci is een plaats in de gemeente Netretić in de Kroatische provincie Karlovac. De plaats telt 195 inwoners (2001).